# Jacob Larsen (judoka)
Jacob Larsen (19 de febrero de 1988) es un deportista estadounidense que compite en judo. Ganó una medalla de bronce en los Juegos Panamericanos de 2015 y dos medallas de bronce en el Campeonato Panamericano de Judo en los años 2013 y 2014.

## Palmarés internacional
| Juegos Panamericanos    | Juegos Panamericanos  | Juegos Panamericanos | Juegos Panamericanos |
| Año                     | Lugar                 | Medalla              | Categoría            |
| ----------------------- | --------------------- | -------------------- | -------------------- |
| 2015                    | Toronto (Canadá)      | Medalla de bronce    | –90 kg               |
| Campeonato Panamericano |                       |                      |                      |
| Año                     | Lugar                 | Medalla              | Categoría            |
| 2013                    | San José (Costa Rica) | Medalla de bronce    | –90 kg               |
| 2014                    | Guayaquil (Ecuador)   | Medalla de bronce    | –90 kg               |